# Kinetička teorija plinova
Kinetička teorija plinova je tumačenje makroskopskih svojstava plinova na temelju gibanja njihovih molekula. Osnovne su postavke teorije: 
- molekule su najmanji djelići kemijskih tvari koji sadrže kemijska svojstva makroskopske tvari;
- molekule su u stalnom, kaotičnom gibanju (kinetička energija molekularnoga sustava predstavlja toplinu);
- međusobno djelovanje molekula i njihovo djelovanje na stijenke posude u kojoj se plin nalazi može se tretirati, na bazi klasične mehanike, kao sudari ili srazovi;
- zbog velikoga broja molekula primjenljive su metode statističke fizike.

Ako se zanemari međusobno djelovanje molekula, govori se o idealnom plinu, za koji se jednostavno izračunavaju temeljne termodinamičke veličine: tlak, temperatura i specifični toplinski kapacitet.
Plin, koji u jedinici volumena sadrži n molekula mase m koje se gibaju prosječnom brzinom v, vrši na stijenke posude tlak p:
{\displaystyle p={\frac {n\cdot m\cdot v^{2}}{3}}}
U klasičnoj statističkoj fizici pretpostavlja se jednaka raspodjela energije sustava po raspoloživim stupnjevima slobode (kod čistoga translatornoga gibanja 3 prostorne komponente), pri čemu na svaki otpada srednja energija Esr: 
{\displaystyle E_{sr}={\frac {k_{B}\cdot T}{2}}}
gdje je: kB - Boltzmannova konstanta, a T - termodinamička temperatura. 
Ukupna energija jednoga mola plina (kinetička energija N molekula) dana je s:
{\displaystyle E={\frac {3\cdot N\cdot k_{B}\cdot T}{2}}}
gdje se faktor 3N kB/2 naziva specifičnim toplinskim kapacitetom jednoatomnih plinova. 
Kinetičkom teorijom plinova objašnjavaju se i druge pojave, primjerice difuzija, Brownovo gibanje, viskoznost i toplinska provodnost. Za realne plinove teorija daje ili približne rezultate, primjenljive u određenom rasponu temperatura i tlakova, ili se u razmatranje moraju uključiti potencijalna energija te svojstva molekula koja utječu na njihovo međudjelovanje i koja, općenito uzevši, ovise o temperaturi.
Dokaz za kinetičku teoriju plinova je Brownovo gibanje, koji je primijetio kretanje peluda ispod mikroskopa, a koje nastaje zbog kretanja i sudaranja nevidljivih čestica. Kao što je naglasio Albert Einstein 1905., eksperimentalni dokazi kinetičke teorije plinova su ujedno i dokazi postojanja atoma i molekula.

## Pretpostavke
Kinetička teorija plinova se zasniva na sljedećim pretpostavkama:
- plin se sastoji od vrlo malih čestica, koji imaju neku masu;
- broj čestica u plinu je toliko velik, da se mogu primijeniti statistički zakoni;
- ti atomi i molekule su u stalnom i slučajnom kretanju. Brze pokretne čestice se stalno sudaraju sa stijenkama spremnika u kojem se nalaze;
- srazovi ili sudari čestica i stijenki spremnika su savršeno elastični;
- osim za vrijeme sraza ili sudara, međudjelovanje između molekula je zanemarivo (nema međumolekularnih sila);
- ukupni obujam čestica plina je zanemariv u usporedbi s obujmom spremnika u kojem se nalaze. Drugim riječima, veličina molekula je zanemariva u odnosu na razmak između njih;
- molekule imaju oblik savršene kugle i elastične su;
- prosječna kinetička energija čestica plina ovisi samo o temperaturi sustava;
- utjecaj posebne teorije relativnosti je zanemariv;
- utjecaj kvantne mehanike je zanemariv. To znači da je udaljenost između čestica puno veća od toplinske de Broglieve valne duljine i molekule se promatraju kao objekti klasične mehanike;
- vrijeme sudara čestica sa stijenkom spremnika je zanemarivo u usporedbi s vremenom između sudara.

## Svojstva

### Tlak
Tlak prema kinetičkoj teoriji plinova nastaje udaranjem čestica plina na stijenke spremnika u kojem se nalaze. U spremniku ima N molekula, svaka molekula ima masu m, a spremnik ima obujam V=L3. Kada molekula plina udari okomito u stijenku spremnika, onda količina gibanja koju izgubi molekula, a dobije stijenka spremnika iznosi:
{\displaystyle \Delta p=p_{i,x}-p_{f,x}=2\cdot m\cdot v_{x}\,}
gdje je vx početna brzina čestice x. Čestica udari u stijenku spremnika svakih:
{\displaystyle \Delta t={\frac {2\cdot L}{v_{x}}}}
gdje je L udaljenost između stijenki spremnika. Sila kojom čestica djeluje na stijenku spremnika je:
{\displaystyle F={\frac {\Delta p}{\Delta t}}={\frac {m\cdot v_{x}^{2}}{L}}.}
Ukupna sila na zid stijenke iznosi:
{\displaystyle F={\frac {N\cdot m\cdot {\overline {v_{x}^{2}}}}{L}}}
gdje se gornja formula odnosi na prosječan broj N čestica koje udaraju u zid, a pretpostavka prema molekularnom neredu iznosi {\displaystyle {\overline {v_{x}^{2}}}={\overline {v^{2}}}/3}, pa se sila može izraziti:
{\displaystyle F={\frac {N\cdot m\cdot {\overline {v^{2}}}}{3\cdot L}}.}
ta sila pritišće površinu L2, pa tlak iznosi:
{\displaystyle p={\frac {F}{L^{2}}}={\frac {N\cdot m\cdot {\overline {v^{2}}}}{3\cdot V}}}
gdje je V = L3 obujam spremnika. Razlomak n=N/V je gustoća čestica plina (gustoća mase iznosi ρ=n m). Koristeći n, možemo tlak izraziti kao:
{\displaystyle p={\frac {n\cdot m\cdot {\overline {v^{2}}}}{3}}}
To je prvi značajan rezultat kinetičke teorije plinova, gdje se tlak kao makroskopska pojava objašnjava s mikroskopskom kinetičkom energijom molekula {\displaystyle {1 \over 2}m{\overline {v^{2}}}}.

### Temperatura i kinetička energija
Iz jednadžbe stanja idealnog plina:
| {\displaystyle \displaystyle p\cdot V=N\cdot k_{B}\cdot T} | (1) |
gdje je kB – Boltzmannova konstanta i T – apsolutna temperatura i iz gornje jednažbe kinetičke teorije plinova za tlak:
{\displaystyle p={N\cdot m\cdot v^{2} \over 3\cdot V}} dobivamo {\displaystyle p\cdot V={N\cdot m\cdot v_{rms}^{2} \over 3}}
dobivamo {\displaystyle \displaystyle N\cdot k_{B}\cdot T={\frac {N\cdot m\cdot v_{rms}^{2}}{3}}}
onda temperatura T dolazi:
| {\displaystyle \displaystyle T={\frac {m\cdot v_{rms}^{2}}{3k_{B}}}} | (2) |
i vodi prema izrazu kinetičke energije molekula:
{\displaystyle \displaystyle {\frac {1}{2}}mv_{rms}^{2}={\frac {3}{2}}k_{B}\cdot T}
Kinetička energija cijelog sustava je N puta veća: 
{\displaystyle K={\frac {1}{2}}N\cdot m\cdot v_{rms}^{2}}
Pa temperatura postaje:
| {\displaystyle \displaystyle T={\frac {2}{3}}\cdot {\frac {K}{N\cdot k_{B}}}.} | (3) |
To je vrlo važan rezultat kinetičke teorije plinova: prosječna molekularna kinetička energija je proporcionalna apsolutnoj temperaturi. Kombiniranjem možemo dobiti:
| {\displaystyle \displaystyle p\cdot V={\frac {2}{3}}K.} | (4) |
To znači da je umnožak tlaka i obujma, po molu plina, proporcionalan s prosječnom molekularnom kinetičkom energijom. 

### Sudari sa spremnikom
Za idealni plin, prema kinetičkoj teoriji plinova, može se izračunati broj sudara molekula sa spremnikom, po jedinici vremena i po jedinici površine:
{\displaystyle A={\frac {1}{4}}\cdot {\frac {N}{V}}\cdot v_{avg}={\frac {\rho }{4}}{\sqrt {\frac {8\cdot k_{B}\cdot T}{\pi \cdot m}}}.\,}

### Brzina molekula
Iz kinetičke teorije plinova može se izračunati prosječna brzina molekula:
{\displaystyle v_{rms}^{2}={\frac {3\cdot R\cdot T}{\mbox{molarna masa}}}}
gdje je: vrms - prosječna brzina molekula (m/s), T – apsolutna temperatura (K), R – univerzalna plinska konstanta, molarna masa (kg/mol). 

## Povijest
Začetnik kinetičke teorije plinova je Daniel Bernoulli, koji je 1738. izdao knjigu Hydrodynamica. On je tvrdio da se plinovi sastoje od velikog broja molekula, koje se stalno kreću u svim smjerovima, i da njihovi udarci na stijenke spremnika stvaraju tlak, a da je toplina koju osjećamo ustvari kinetička energija kretanja molekula. Ta teorija u početku nije imala uspjeha, tek nakon zakona o očuvanju energije, postaje opće prihvaćena. 
Ostali značajni prestavnici kinetičke teorije plinova su Mihail Lomonosov, Rudolf Clausius, James Maxwell, Ludwig Boltzmann i na kraju Albert Einstein, koji je pokazao da atomi i molekule nisu samo teoretske čestice, nego i da postoje u stvarnosti. 